# 肿瘤相关巨噬细胞
肿瘤相关巨噬细胞（英語：Tumor-associated macrophages，TAMs）是属于巨噬细胞细胞系的一种细胞，发现于肿瘤组织附近。TAM由淋巴循环中的单核细胞或组织中残留的巨噬细胞衍生而来，是浸润许多种肿瘤基质的白细胞的主要类型。

## 功能
尽管存在一些争议，但大部分的证据显示TAM有着促进肿瘤的表型。TAM影响了肿瘤细胞生理病理的许多方面，包括肿瘤细胞增殖、肿瘤血管发生、侵袭性和恶性转移、免疫抑制以及抗药性。